# 堰八義博
堰八 義博（せきはち よしひろ、1955年（昭和30年）5月26日 - ）は、日本の銀行家。北海道銀行特別顧問。NHK経営委員会委員。北海道札幌市出身。

## 来歴・人物
先祖の堰八安高（堰八太郎左衛門）は津軽藩の藩士で、洪水を防ぐ堰の番人を務め、川の氾濫を鎮めようと自ら人柱を志願した。その逸話は、地元小学校の副読本においても取り上げられている。実娘は北海道放送アナウンサーの堰八紗也佳。
北海道札幌旭丘高等学校、法政大学経営学部卒業後、1979年北海道銀行入行。同期に笹原晶博第7代頭取や山川広行札幌ドーム社長がいる。
入行以来企画部門を長く担い、経営企画部経営企画室長、経営企画グループ調査役などを歴任。1997年の北海道拓殖銀行との合併交渉では実務窓口を務めた。2003年6月、全国最年少48歳で代表取締役頭取兼頭取執行役員に就任。翌年9月、道銀と北陸銀行との経営統合によって発足したほくほくフィナンシャルグループでは副社長に就任した（2013年6月会長に退く）。道銀トップ在任時には道内の営業店をくまなく回り、その取引先とも対話を交わした。また北陸銀とともに横浜銀行との勘定系システム統合ならびにアグリビジネスやロシアビジネスに力を入れたほか、カーリングなどのスポーツ振興にあたっては自ら広告塔を兼ね、道銀の知名度向上に一役買った。2010年2月、財務省北海道財務局国有財産北海道地方審議会会長。2015年6月の株主総会で会長に退き、ほくほくFG会長は退任。2021年6月銀行特別顧問となる。
2016年6月、北海道観光振興機構会長、NHK経営委員会委員に就任。2019年8月5日、同機構会長として、IR誘致を北海道知事に要望した。北海道エアポート取締役なども務めた。法政財界人倶楽部副会長を務める。